# 博耶冰川
博耶冰川（英語：Boyer Glacier），是南極洲的冰川，位於維多利亞地的博克格雷溫克海岸，處於因德克斯角以西19公里的登山家山脈東部，最終注入馬里納冰川，美國地質調查局根據測量和該國海軍的空中照片繪入地圖，現時由南極條約體系管理。